# 肉腸

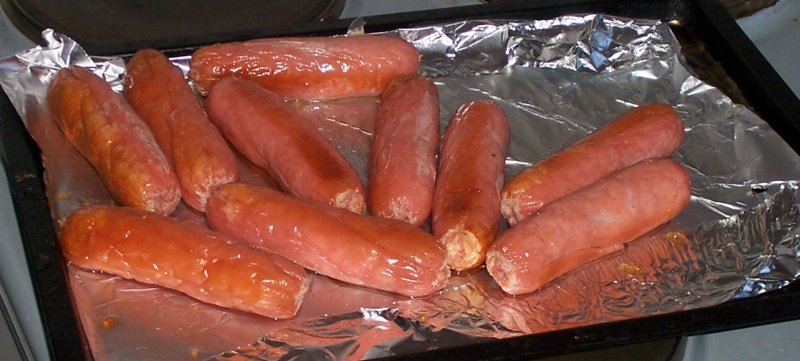
一种最常见的香腸

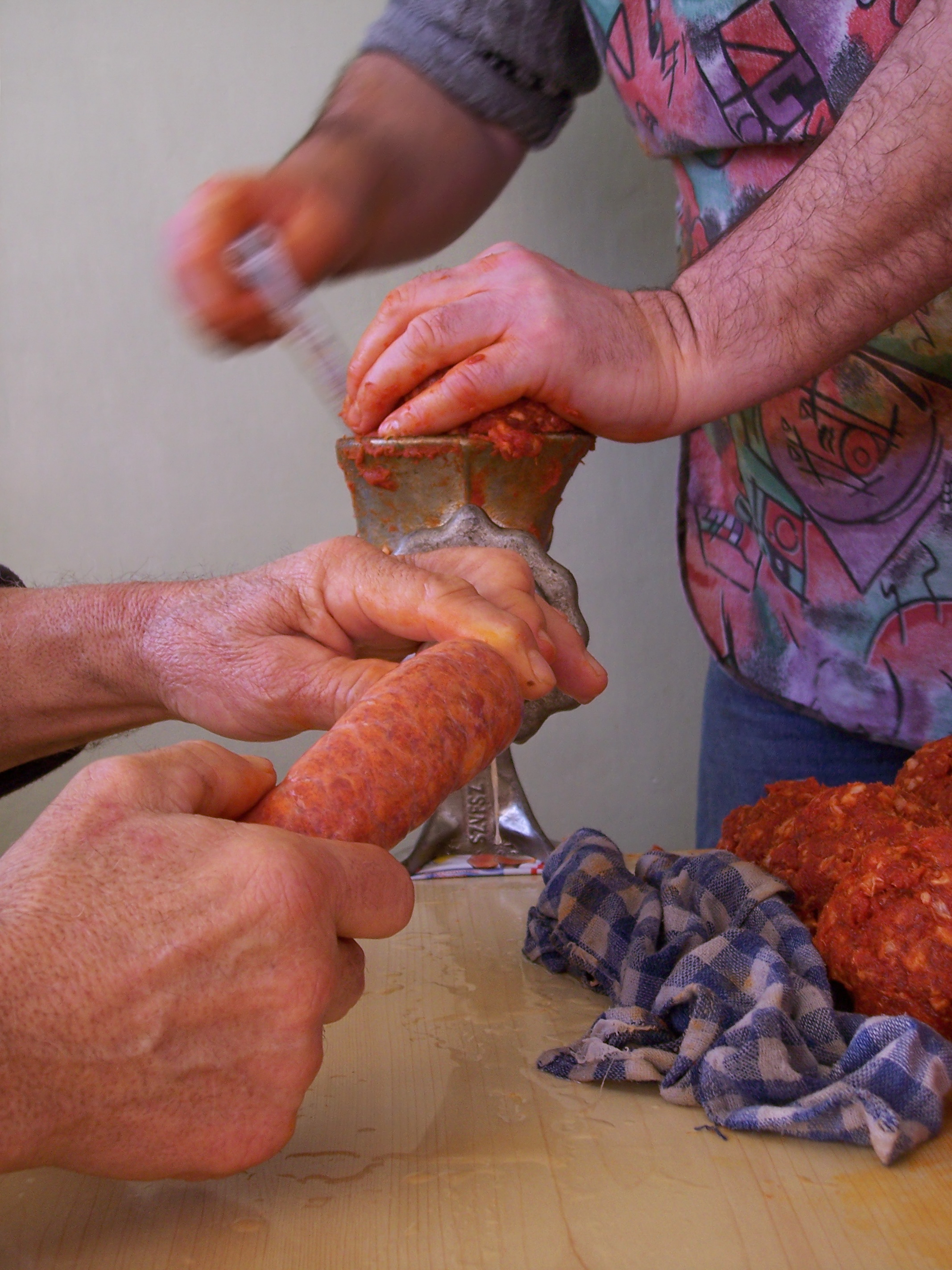
匈牙利手工香腸制作。

肉腸又称香腸，是一种非常古老的食物生產和肉食保存技術，指將動物血、肉或是凝固的內臟，絞碎成泥狀，再灌入腸衣製作而成。在中国一些地區，“香肠”专指腊肠。在閩南、廣東地區和客家人生活圈，又稱煙腸；由於處理內餡灌入腸衣（如「羊腸」等動物腸膜）的過程，可能將糯米腸或香腸類的食物稱呼為灌腸。中国南方多地于农历新年前的腊月灌肠，称为腊肠。
古時是以動物腸臟製成腸衣，不過現在多數改用多糖纖維素腸衣或人造腸衣作為代替用動物腸臟制成的腸衣。但是也有例外，例如有一種雞肉腸是以雞肉碎直接揉成腸狀，其生產過程中並不需要使用腸衣。香腸可經由熱煮、菸燻等熟成加工程序，以便保存，為拉長保存時間，現代的香腸也大多常含防腐劑（如亞硝酸鹽），並輔以色素增添表面色澤，增加賣相。

## 歷史
肉腸出現於前8世紀的高盧地區（今法國及比利時一帶）。到了前2世紀，古羅馬征服高盧後，就將香腸傳到歐洲其他地區，成為歐洲的主要肉食。隨著文藝復興後的地理大發現，更將香腸推廣至全世界。
中式香肠（也称腊肠）有一千多年以上历史，中国腊肠约创制于魏晋南北朝以前，始见载于北魏贾思勰所著「齊民要術」中的“灌肠法”，其法流传至今並發展出多種技術。

## 分類

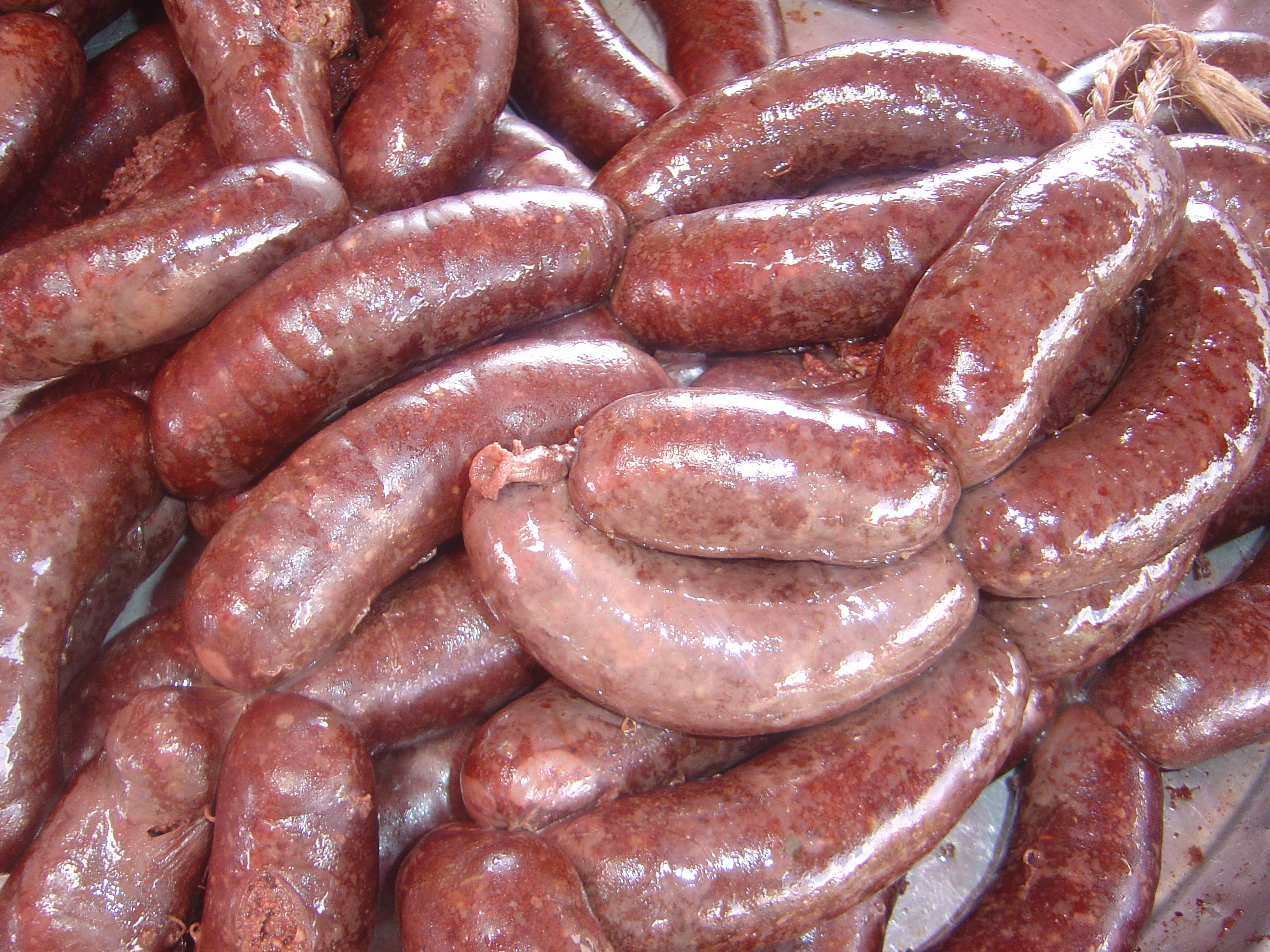
法國留尼旺島的香腸

肉腸有很多種類，單是德國香腸便有超過1,500多種。香腸一般按製法分為四類：
- 煙燻腸：肉泥灌入腸衣後，先用木材燻製，之後再涮或蒸熟。吃前再烹熱。
- 風乾腸：肉泥灌成腸後，在乾燥地方風乾，某些會在香腸內加入乳酸菌，細菌分解肉質，令其變得軟腍。風乾腸材料沒有經烹煮，吃前要先煮，如中國臘腸，但也有可直接食用，如意大利沙樂美腸。
- 熟腸：肉泥灌入腸衣後，會先煮熟再保存，煮的方法很多，可以是蒸、炸或焗等。外表與煙燻腸相似，但沒經燻製過程。
- 鮮腸：即未經風乾或煮熟的香腸，不能直接食用，買回家後要自行烹調。

此外，也有一些較具特色的香腸：
- 全熟不加熱即食版本，如日本的魚肉腸。
- 用豆類各式麵粉及植物蛋白質製成的素香腸。
- 血肠
- 杏鮑菇香腸

## 種類

### 按地区分類

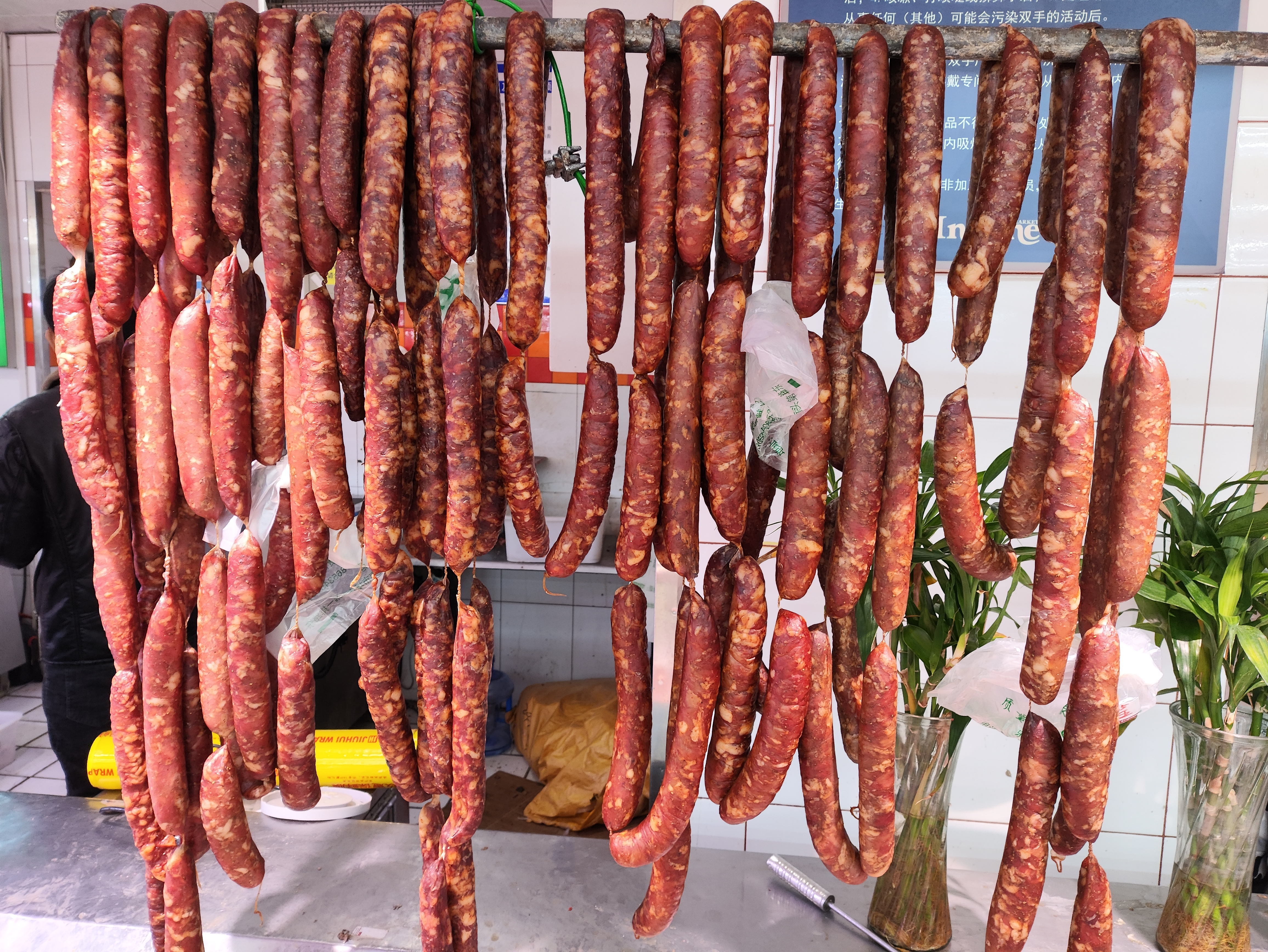
中国山东省的一家超市里制作的猪肉灌肠

- 莎樂美腸（意式臘腸，常用於比萨饼）
- 波蘭香腸
- 德國香腸
- 維也納腸
- 法蘭克福腸（熱狗）
- 法倫香腸
- 修芙萊腸（英语：Cumberland sausage）
- 中国香肠[2][3]
  - 广东腊肠：表面略为干燥，口感偏甜。[2]
  - 广西血肠：在当地又称“猪龙棒”，“猪龙碰”，即糯米血肠。[2]
  - 哈尔滨红肠：改良自立陶宛香肠。肠体干燥，肠衣表面有均匀皱纹，具有烟熏的风味。[2]
  - 蒙古灌肠：把羊血拌的面粉灌入大肠做成灌肠，因形状像盘起来的粗绳，当地人也称之为盘肠。[2]
  - 天津蒜蓉香肠：天津的一个特色风味小吃，因灌肠的时候加入蒜蓉吃时有蒜香味。[2]
  - 青岛啤酒肠：香肠制作中加啤酒为佐料。[2]
  - 顺香斋香肠：又称南肠、济南南肠，山东的一道传统名菜。[2]

### 按材料分類
- 施華力腸
- 火腿肠
- 雞肉腸
- 魚肉腸
- 章魚香腸
- 墨魚香腸
- 飛魚卵香腸
- 红肠
- 芝士腸
- 脆皮腸
- 血腸
- 肝腸
- 咖啡香腸
- 臘腸
- 直布罗陀肠
- 蒜腸：腸衣內加入蒜末和豬肉
- 五花腸：腸衣內肥瘦豬肉比為3：7
- 五味腸：腸衣內豬肉和牛肉比為6：4
- 肝花腸：腸衣內有豬肝，腸衣原料為豬直腸和牛食管[4]